# Symfonie nr. 3 (Bolcom)
William Bolcom voltooide zijn Symfonie nr. 3, "Symfonie voor kamerorkest" in 1979.
Het werk werd geschreven op verzoek van het St. Paul Chamber Orchestra onder leiding van Dennis Russell Davies. De symfonie symboliseert de geboorte, leven en dood van de mens, zonder dat de componist er een vast programma aan vast plakte. De stijl wisselt van tonaal naar atonaal. Een uitstapje naar moderne muziekstijlen zoals jazz en/of ragtime is geheel afwezig in dit werk.  Het slotdeel vertoont enige gelijkenis met muziek van Dmitri Sjostakovitsj, het slot van Symfonie nr. 15.
De deeltjes:
1. Alpha
2. Scherzo vitale
3. Chiaroscuro
4. Omega

Bolcom schreef het voor:
- 2 dwarsfluiten (ook piccolo en altfluit), 2 hobo’s (ook althobo), klarinet, 2 fagotten
- 2 hoorn
- (elektrische) piano/celesta
- violen, altviolen, celli, contrabassen